# Балеарские пещеры

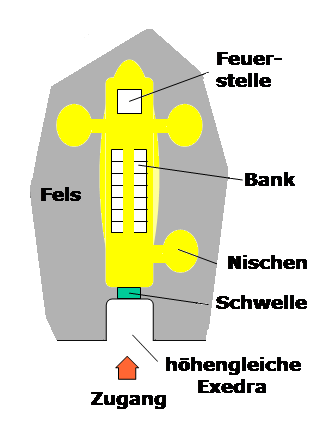
Схема пещеры Сант-Винсес, Мальорка

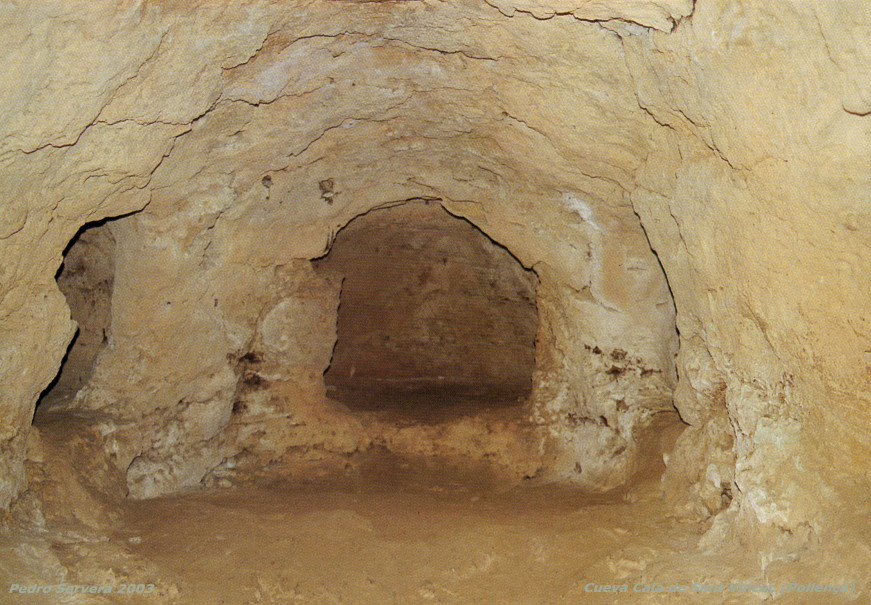
Очаг в Сант-Винсес II. Слева видна боковая ниша

Балеарские пещеры — искусственные, вырубленные в скалах гроты определённой формы. Относятся к периоду начиная с 4000 г. до н. э., то есть к наиболее ранним поселенцам Балеарских островов (см. доталайотский период) и являются примерами древнейшей европейской архитектуры.
Как правило, пещеры имеют «сигарообразную» планировку; в них также находится алтарь, яма для очага, боковые ниши и вестибюль. Вытянутая апсидообразная закруглённая форма пещеры была заимствована более поздними культурами Балеарских островов — строителями гробниц типа навета, затем забыта около 1400 г. до н. э. с приходом культуры строителей талайотов, однако сохранилась на Менорке, где местные обитатели сооружали таулы и гипостили. Интегрированые алтари скамеечного типа сопоставимы с круглыми алтарями, обнаруженными на Сардинии в «Capanne delle Riunioni».
В пещерах имеется только по одному низкому входному отверстию, через которое едва можно проползти. С точки зрения назначения пещеры рассматриваются как жилища, которые позднее использовались для захоронения. Примером является Сон-Боронат (Son Boronat) на Мальорке, где обнаружен поздний деревянный саркофаг. Также предполагается, что искусственные пещеры длительное время использовались как культовые помещения.
В 1990-е годы в естественных пещерах Эс-Каррич (Es Càrritx) и Эс-Муссоль (Es Mussol) на западе острове Менорка были сделаны археологические открытия. Примерно в 90 м от входа в пещеру был обнаружен клад деревянных, металлических и керамических изделий, среди которых был цилиндр из кости и дерева с человеческими волосами, окрашенными в красный цвет. 
Хотя происхождение первых жителей островов, появившихся здесь в эпоху неолита — около 4000 г. до н. э. — остаётся неясным, форма пещеры Эс-Муссоль имеет аналог на юге Франции, где в окрестностях Арля имеются аналогичные сооружения. В 6 км от Роны на возвышенности Монтань-де-Корд (Montagne de Cordes) у Арля находятся 5 искусственных гротов, среди них — внушительный, вырубленный в скале 25-метровый «Грот Фей», в котором не было обнаружено никаких находок.